# Geldungur
Geldungur es una isla en Islandia. Posee 0,02 kilómetros cuadrados o 2 hectáreas. Geográficamente es parte del archipiélago conocido como Vestmannaeyjar o Islas Vestmann. Administrativamente hace parte de la circunscripción de Suðvesturkjördæmi, en la región de Suðurland y el condado de Vestmannaeyjar.